# Ломницкий, Тадеуш
Тадеуш Ломницкий (18 июля 1927, Подгайцы, Польша, ныне Украина — 22 февраля 1992, Познань) — польский актёр, один из наиболее знаменитых польских актёров театра и кино своего времени. Прежде всего он запомнился своими театральными работами, в том числе ролью Кордиана в одноимённой пьесе Юлиуша Словацкого; в кинематографе прославился заглавной ролью в экранизации романа Генрика Сенкевича «Пан Володыёвский» (1969).. Был также преподавателем и ректором Государственной театральной школы Варшавы. В 1975—1981 годах член ЦК ПОРП. Брат известного польского режиссёра и сценариста Яна Ломницкого.

## Карьера
Тадеуш Ломницкий родился в Погайцах (под Львовом) в семье почтового служащего и учительницы. Окончив школу торгового дела в Дембице, он переселился в Краков, где начал работать железнодорожным рабочим и одновременно обучался игре на скрипке. Когда началась Вторая мировая война, Ломницкий сражался с немцами в рядах организации «Серые шеренги». В годы оккупации Польши он был солдатом Армии крайовой.
В 1944 году, после освобождения Красной армией Кракова, Ломницкий вступил в местную милицию, но через год её покинул, чтобы осуществить свою мечту об актёрской карьере. В 1945 году он выдержал экзамены в актёрской школе Старого театра, одного из престижнейших польских театров того времени. Дебютировал в эпизодической роли на сцене Старого театра, затем недолгое время играл в Театре Словацкого в Кракове и в муниципальном театре в Катовице. Он получил премию шекспировского фестиваля, проходившего в Варшаве за роль Пака в пьесе У. Шекспира «Сон в летнюю ночь».
В 1949 году Ломницкий окончательно поселился в Варшаве и был принят в труппу одного из лучших польских театров того времени — Современного театра (Театр Вспулчесны), возглавляемого Эрвином Аксером. В это же время он попробовал свои силы как драматург, две его пьесы были поставлены в Кельце и в Кракове. В 1956—1957 годах Ломницкий выступал одновременно в Национальном театре (Театр Народовы), когда его возглавлял Аксер, — заглавная роль в пьесе Юлиуша Словацкого «Кордиан» принесла ему наибольшую популярность. В 1956 году он окончил режиссёрский факультет Театральной академии им. А. Зельверовича в Варшаве.
В 1955 году Тадеуш Ломницкий сыграл свою первую большую кинороль — в фильме Анджея Вайды «Поколение». Этот фильм стал первой большой работой Вайды, Ломницкий с этого времени был одним из наиболее известных за рубежом актёров польского кинематографа. В дальнейшем он снимался во фильмах, получивших известность за пределами Польши, таких как «Невинные чародеи» Анжея Вайды (1960), «Eroica» Анжея Мунка (1958) и «База мёртвых» Чеслава Петельского. В 1969 году он снялся в роли Михала Володыёвского в фильмах «Пан Володыёвский» и «Потоп» режиссёра Ежи Гофмана, в 1975 последний из них был номинирован на премию «Оскар» в номинации «Лучший фильм на иностранном языке».
Ломницкий продолжал играть в Современном театре до 1974 года, наибольшее признание принесли ему главные роли в «Ифигении в Тавриде» И. В. фон Гёте, «Карьере Артуро Уи» Бертольта Брехта, «Пожизненном заключении» Александра Фредро, роль Эдгара в пьесе Фридриха Дюрренматта «Играем Стриндберга» и роль Никиты в пьесе Л. Толстого «Власть тьмы». В период с 1970 по 1981 год Ломницкий занимал пост ректора Государственной высшей театральной школы в Варшаве, своей альма-матер. За годы пребывания на этом посту он изменил систему актёрского обучения, введя новые лекции, чтобы выпускники соответствовали новым требованиям в кинематографе и на телевидении. В это время он также стал основателем и первым художественным руководителем собственного театра — Театра на Воли (пол. Teatr na Woli) в Варшаве. Там он сыграл во множестве пьес, включая роль Гойи в пьесе «El sueño de la razón» Антонио Буэро Вальехо, главную роль в пьесе «Фантазии» Словацкого и роль Сальери в пьесе Питера Шеффера «Амадей». Он также снялся во многих фильмах, в том числе в «Случае» Кшиштофа Кесьлёвского, «Контракте» Кшиштофа Занусси и «Человеке из мрамора» Анджея Вайды.
Со временем популярность Ломницкого начала падать. Ломницкий был активным членом правящей Польской объединённой рабочей партии (ПОРП). В 1980 был кооптирован в ЦК ПОРП. Был сторонником компромисса правящей партии с профсоюзом Солидарность, непублично высказывался против введения военного положения. При военном положении в 1981 ушёл со всех постов и прекратил членство в ПОРП. Однако его репутация так никогда и не была восстановлена.
В 80-х годах проблемы со здоровьем позволяли ему играть на сцене только в эпизодических ролях. В 1991 году Ломницкий получил главную роль в трагедии У. Шекспира «Король Лир», премьера должна была состояться 29 февраля 1992 года, но за неделю до неё Ломницкий скоропостижно скончался от сердечного приступа в ходе репетиции на сцене Нового театра в Познани. Его имя в 1996 году было присвоено варшавскому Театру на Воли а в 2002 году — Новому театру в Познани.

## Избранная фильмография
- 1948 — Стальные сердца — Виктор Тушиньский, шахтёр
- 1953 — Солдат Победы — солдат
- 1953 — Пятеро с улицы Барской — Лютек Козловский
- 1954 — Поколение — Стах Мазур
- 1958 — Эроика — поручик Завистовский
- 1960 — Невинные чародеи — Базиль
- 1961 — Минувшее время — Антоний
- 1965 — Потом наступит тишина — майор Свентовец
- 1966 — Барьер — врач заводской поликлиники
- 1967 — Явка на Сальваторе — Ян Гаевский «Зига»
- 1969 — Пан Володыёвский — полковник Володыевский
- 1974 — Потоп — полковник Володыевский
- 1976 — Человек из мрамора — Ежи Бурский
- 1977 — Солдаты свободы — Болеслав Ковальский
- 1980 — Контракт — Адам Остоя-Окендзкий
- 1981 — Случай — Вернер
- 1986 — Хроника любовных происшествий — пастор Баум
- 1988 — Бесы — капитан
- 1988 — Декалог 8 — портной
- 1989 — Моджеевская — наместник Фёдор Ф. Берг
- 1991 — Сейшелы — оперный певец

## Награды
- Золотой крест Заслуги (1955)
- Medal 10-lecia Polski Ludowej (медаль 10-летия Народной Польши) 1955)
- Орден «Знамя Труда» 2-й степени (1962)
- Государственная премия ПНР 1-й степени (1968)
- Medal Komisji Edukacji Narodowej (медаль Комиссии народного образования)(1973)
- Medal 30-lecia Polski Ludowej (медаль 30-летия Народной Польши) (1974)
- Орден «Знамя Труда» 1-й степени (1976)